# Eugen von Mercklin
Eugen Victor von Mercklin (* 13. Januarjul. / 25. Januar 1884greg. in St. Petersburg; † 2. April 1969 in Hamburg) war ein deutscher Klassischer Archäologe.

## Leben
Eugen von Mercklin entstammte einer Familie des baltischen Beamtenadels. Sein Vater war der Gardekapitän a. D. Eugen von Mercklin, seine Mutter Auguste Birkenstaedt. Er wuchs in St. Petersburg auf und begann dort auch sein Studium. 1902 wechselte er an die Universität Leipzig, wo Franz Studniczka sein prägender Lehrer wurde. Bei ihm erfolgte 1909 mit einer Arbeit zum Thema Der Rennwagen in Griechenland die Promotion Mercklins. Danach ging er an das Deutsche Archäologische Institut, Abteilung Rom, wo er den Systematischen Katalog der Bibliothek neu ordnete. Zudem begann er mit Herbert Koch, Carl Weickert und Erik von Stockar südetruskische Felsnekropolen zu untersuchen, was in Mercklins Buch Bieda mündete. 1922 wurde er zunächst wissenschaftlicher Hilfsarbeiter und später Kustos am Museum für Kunst und Gewerbe in Hamburg. An der noch jungen Universität Hamburg habilitierte er sich 1923 mit einer Arbeit über das heute nicht mehr bestehende Reale Museo Artistico Industriale in Rom. Zudem lehrte er auch am Klassisch-philologischen Seminar der Universität. 1930 wurde ihm der Professorentitel verliehen. Im selben Jahr legte er zudem einen Museumsführer zu den antiken Stücken des Museums vor. Er leistete in dieser Zeit zudem ausgehend von seinen Studien zur etruskischen Keramik des Museums wertvolle Vorarbeiten zur Erforschung dieser Fundgattung. Im November 1933 unterzeichnete er das Bekenntnis der deutschen Professoren zu Adolf Hitler.
Im Zweiten Weltkrieg verlor Mercklin – seine Frau Anna M.E. Peneder lernte er in Rom kennen – mit seinem Sohn sein einziges Kind. Hinzu kam eine langjährige eigene Erkrankung, die ihn lange von der Fortsetzung seiner Arbeiten abhielt. 1962 erschien nach fast einem halben Jahrhundert Arbeit Mercklins Hauptwerk, Antike Figurenkapitelle. Kurz vor seinem Tode zeigte er sich im Beitrag Facetiae Capitolinae in einer Festschrift für Ulf Jantzen von seiner humorvollen Seite und lieferte einen ironischen Blick auf die Wissenschaftsgeschichte. 1964 war ihm zu seinem 80. Geburtstag eine Festschrift gewidmet worden. Mercklin starb im April 1969. Er wurde auf dem Friedhof Ohlsdorf beigesetzt, die Grabstelle ist mittlerweile aufgelassen worden.

## Schriften
- Der Rennwagen in Griechenland, Radelli & Hille, Leipzig 1909 (online)
- Griechische und römische Altertümer. Museum für Kunst und Gewerbe, Hamburg 1930 (Führer durch das Hamburgische Museum für Kunst und Gewerbe 2).
- Antike Figuralkapitelle. de Gruyter, Berlin 1962.
- Etruskische Keramik im Hamburgischen Museum für Kunst und Gewerbe (ein Band mit zwei Fortsetzungen). Tipocalcografia Classica, Florenz 1935–1937.